# Agaaryn Dovtolgoonoos Khamgaalakh Tsergiyn Komandlal
La Aeronautica militare mongola è l'aeronautica militare della Mongolia e parte integrante delle Forze armate della Mongolia.

## Aeromobili in uso
Sezione aggiornata annualmente in base al World Air Force di Flightglobal del corrente anno. Tale dossier non contempla UAV, aerei da trasporto VIP ed eventuali incidenti accorsi durante l'anno della sua pubblicazione. Modifiche giornaliere o mensili che potrebbero portare a discordanze nel tipo di modelli in servizio e nel loro numero rispetto a WAF, vengono apportate in base a siti specializzati, periodici mensili e bimestrali. Tali modifiche vengono apportate onde rendere quanto più aggiornata la tabella.
| Aeromobile                      | Origine        | Tipo                       | Versione (denominazione locale) | In servizio (2024) | Note                                                                          | Immagine |
| Aerei da combattimento          |                |                            |                                 |                    |                                                                               |          |
| Mikoyan-Gurevich MiG-29 Fulcrum | Russia         | conversione operativa      | MiG-29UB                        | 2                  | 2 MiG-29UB da addestramento donati dalla Russia e consegnati a novembre 2019. |          |
| Aerei da trasporto              |                |                            |                                 |                    |                                                                               |          |
| Antonov An-26 Curl              | Ucraina        | aereo da trasporto tattico | An-26                           | 3                  | 3 An-26 consegnati.                                                           |          |
| Antonov An-24 Coke              | Ucraina        | aereo da trasporto tattico | An-24V                          | 1?                 | 3 An-24V consegnati, forse uno ancora in servizio al marzo 2023.              |          |
| Elicotteri                      |                |                            |                                 |                    |                                                                               |          |
| Mil Mi-8 Hip                    | Russia         | elicottero utility         | Mi-8TMi-171E                    | 42                 | 4 Mi-8T e 2 Mi-171E consegnati.                                               |          |
| Eurocopter EC 145               | Unione europea | elicottero utility         | EC 145                          | 1                  | 1 EC 145 consegnato.                                                          |          |

## Aeromobili ritirati
- Mil Mi-24D Hind - 13 esemplari (?-?)[2]